# 宮下梨沙
宮下 梨沙（みやした りさ、1984年4月26日 - ）は、日本の元やり投選手。

## 経歴
大阪府島本町出身。島本第一中、大阪薫英女学院高、大阪体育大学を卒業しY-TRAININGに所属した。島本第一中時代には三種競技Aに取り組み、大阪薫英女学院高時代にやり投と出会った。
2013年と2015年のアジア選手権大会に出場し、銅メダルを獲得した。2011年と2016年の日本選手権で優勝している。
2021年10月に引退した。

## 個人ベスト
個人ベストは2016年の全日本実業団対抗選手権で記録した60.86mである。

## 国際大会
| 年       | 大会             | 会場             | 結果     | 補足     |
| 日本代表 | 日本代表         | 日本代表         | 日本代表 | 日本代表 |
| -------- | ---------------- | ---------------- | -------- | -------- |
| 2011     | アジア選手権大会 | 神戸市           | 4位      | 52.37 m  |
| 2011     | 世界選手権大会   | 大邱             | 26位 (q) | 55.62 m  |
| 2013     | アジア選手権大会 | プネー           | 3位      | 55.30 m  |
| 2015     | アジア選手権大会 | 武漢市           | 3位      | 54.76 m  |
| 2017     | アジア選手権大会 | ブバネーシュワル | 5位      | 54.72 m  |
| 2017     | 世界選手権大会   | ロンドン         | 29位 (q) | 53.83 m  |
| 2018     | アジア競技大会   | ジャカルタ       | 9位      | 51.05 m  |
| 2019     | アジア選手権大会 | ドーハ           | 4位      | 55.27 m  |